# Piotr Kontchalovski
Piotr Petrovitch Kontchalovski (en ukrainien : Петро Петро́вич Кончало́вський, en russe : Пётр Петро́вич Кончало́вский), né le 9 février 1876 (21 février dans le calendrier grégorien) à Sloviansk (Empire russe) et mort le 2 février 1956 à Moscou (Union des républiques socialistes soviétiques), est un peintre russe puis soviétique.
Il est membre du mouvement artistique Valet de Carreau.

## Biographie
Piotr Kontchalovski est né dans le village de Sloviansk, près de Kharkiv (actuellement  en Ukraine), le 21 février 1876. Son père est un éditeur artistique. En 1889, la famille Konchalovski s'installe à Moscou et leur maison devient une partie de la scène artistique moscovite dans les années 1890. Leur maison reçoit souvent la visite de Valentin Serov, Mikhaïl Vroubel et Vassili Sourikov. Quelque temps plus tard, Piotr Kontchalovski épouse une fille de Vassili Sourikov, qui a toujours fait l'éloge de l'art de son gendre. Kontchalovski étudie à l'École de peinture, de sculpture et d'architecture de Moscou. Entre 1896 et 1898, il voyage à Paris et étudie à l'Académie Julian. En 1899, il retourne en Russie et entre à l'Académie impériale des beaux-arts de Saint-Pétersbourg, où il obtient son diplôme en 1907. À l'Académie, il eut comme professeurs Savinsky, Zaleman et Kovalevsky.
En 1910, il participe à la création du mouvement Valet de Carreau avec Vladimir Boberman, un de ses élèves. À partir de cette année, il expose fréquemment ses œuvres, participant notamment au journal Mir Iskousstva. Dès 1918, il enseigne l'art. En 1922, il obtient sa première exposition personnelle à la galerie Tretiakov. Il est à Paris en 1925 et y retrouve son élève Vladimir Boberman.
Pendant cette période, il dessine principalement des natures mortes et des paysages. Ses peintures, comme celles des autres artistes du Valet de Carreau, sont largement influencées par Paul Cézanne. Plus tard, il commence à peindre des portraits qui s'inscrivent dans le mouvement du réalisme socialiste soviétique.
Piotr Kontchalovski est un peintre prolifique connu pour avoir créé plus de 5 000 œuvres. Le musée de l'impressionnisme russe de Moscou conserve deux de ses toiles.

### Famille
Beaucoup de ses descendants font partie du milieu de l'art. Son fils Mikhaïl Petrovitch Kontchalovski (né en 1906) est un peintre important. La fille de ce dernier, Natalia Kontchalovski (1903-1988), est une écrivaine pour enfants et son mari Sergueï Mikhalkov est un poète notable, auteur de deux versions de l'Hymne de l'Union soviétique et de l'actuel Hymne national de la Russie. Leurs fils (petit-fils de Piotr) Andreï Kontchalovski et Nikita Mikhalkov sont de célèbres scénaristes et réalisateurs. Egor Kontchalovski (ru), fils d'Andreï et arrière-petit-fils de Piotr, est aussi un réalisateur de longs-métrages.

## Élèves
- Vladimir Boberman (1897-1987)[3].
- Zina Boberman (née en 1895), élève jusqu'en 1921.

## Œuvres choisies par Piotr Kontchalovski

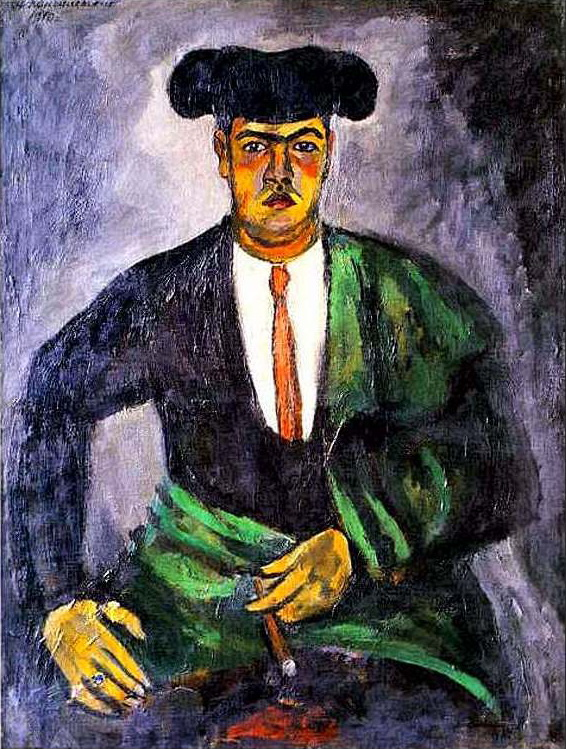
Matador Manuel Gartha (1910)
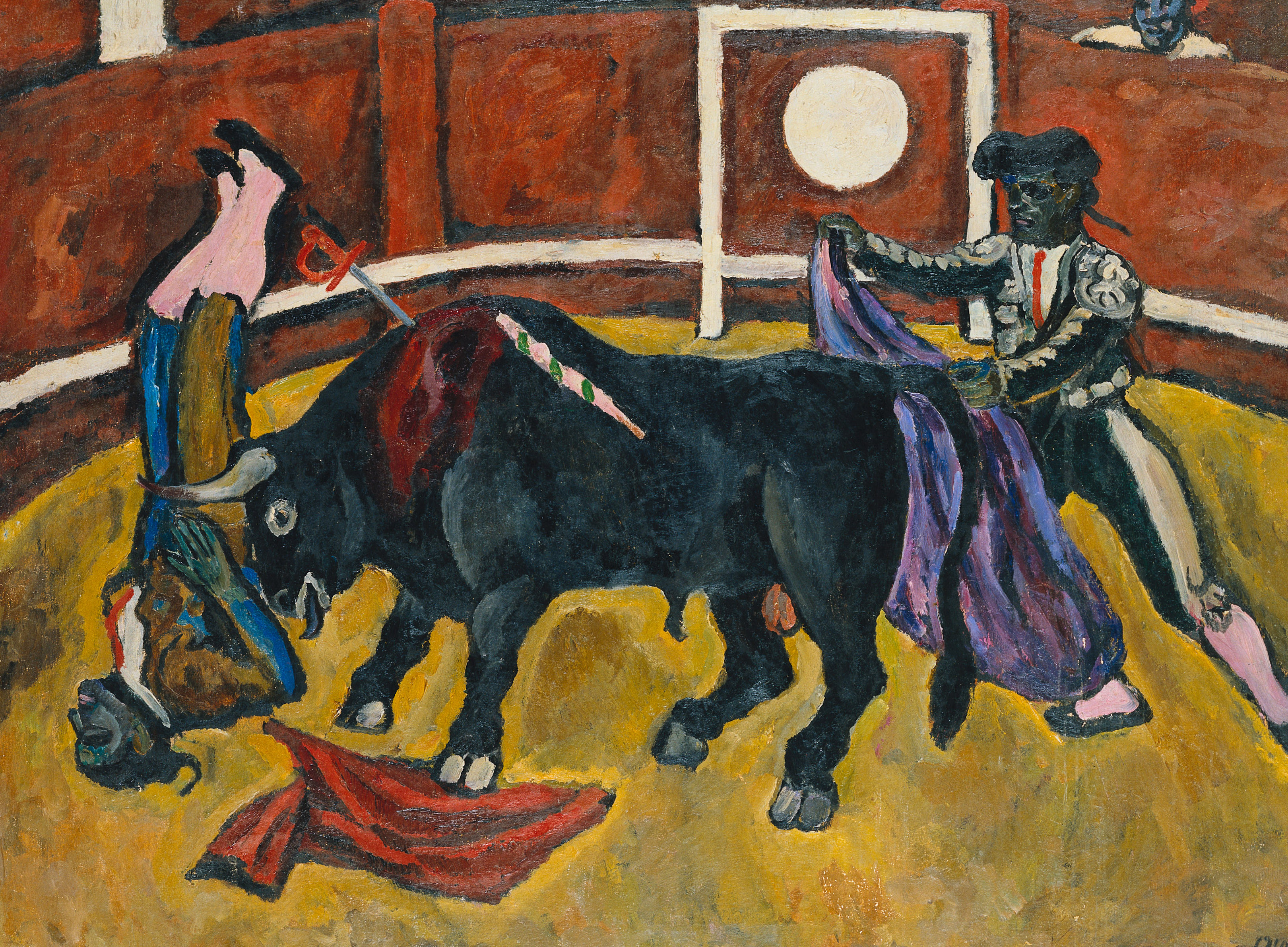
Taureau au combat (1910)
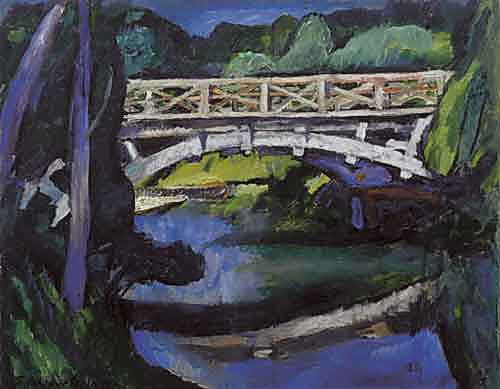
Pont (1911)
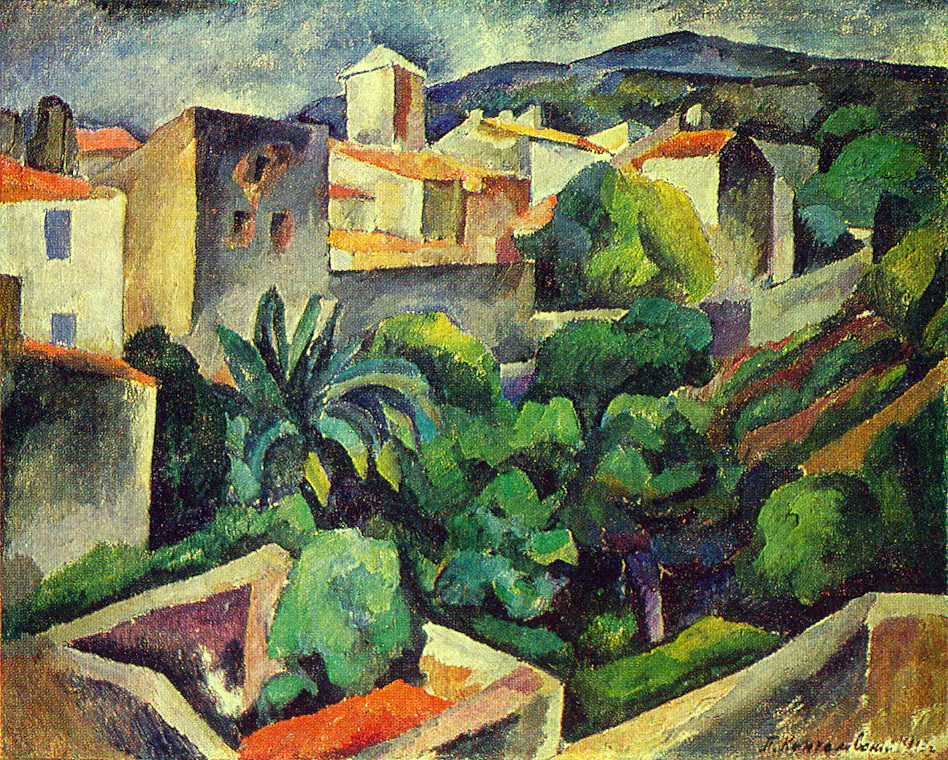
Cassis, la vue depuis la fenêtre (1913)
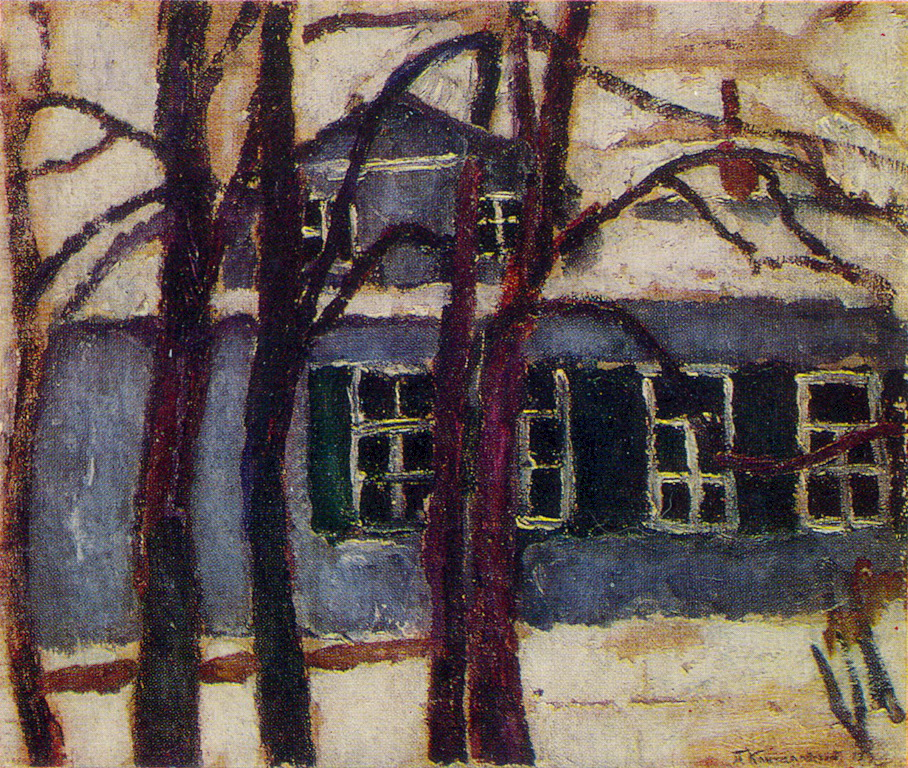
House in Abramtsevo (1911)
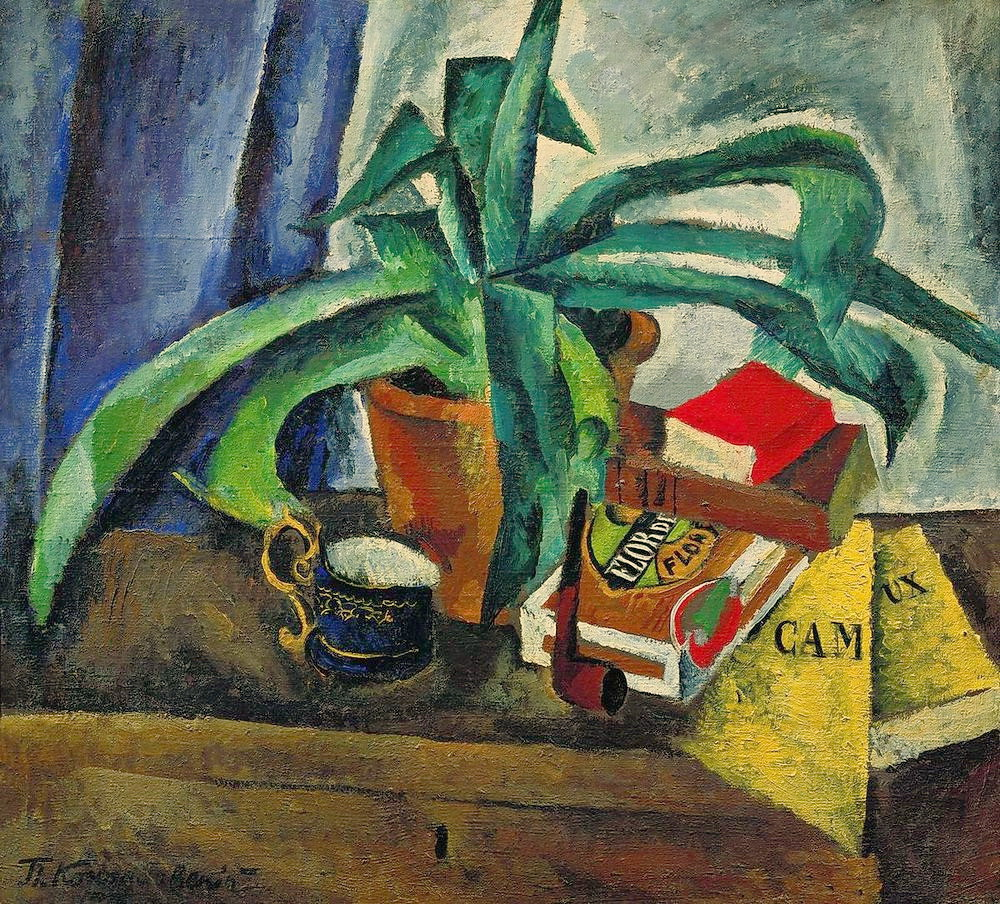
Agave (1916)
Vsevolod Meyerhold (1938)
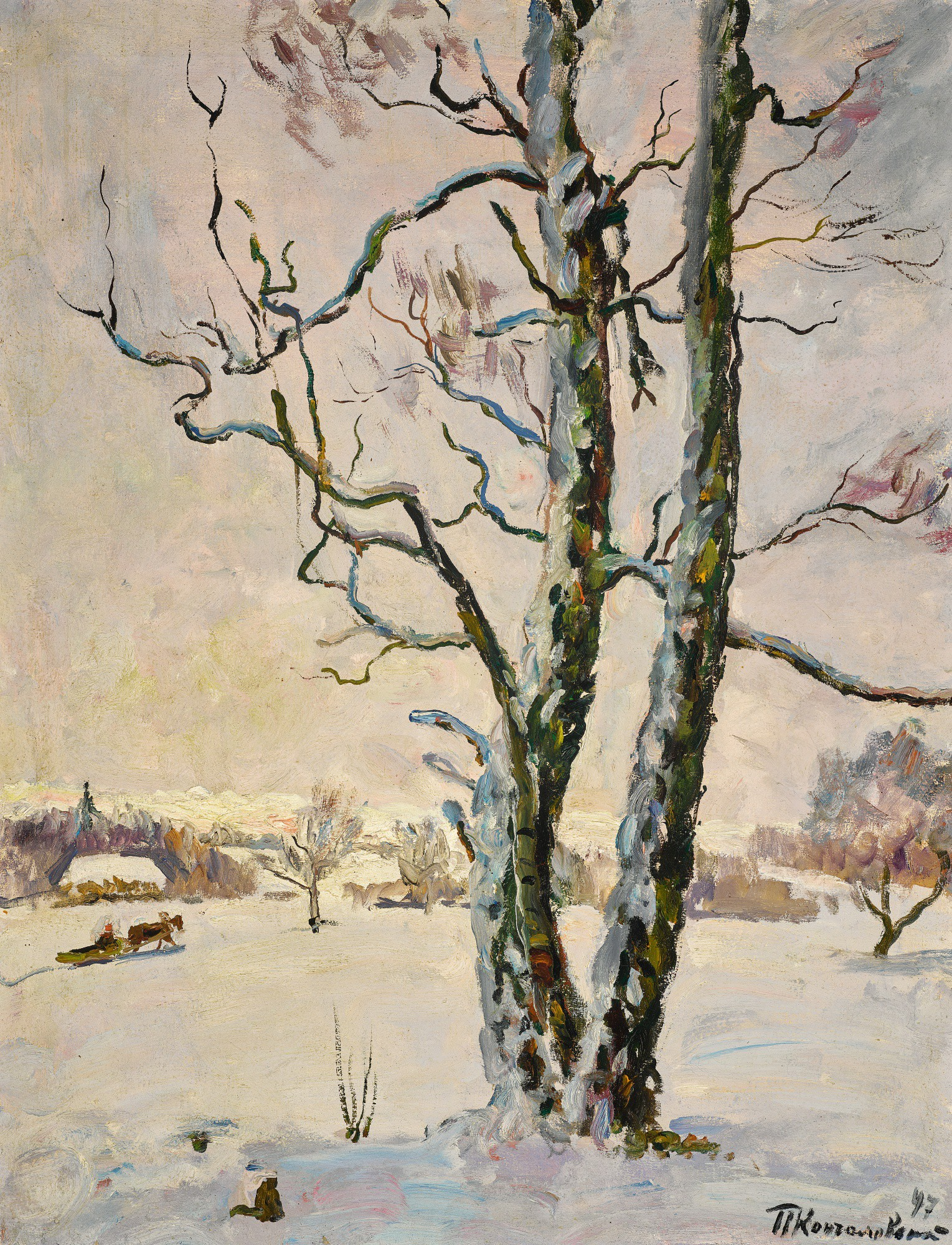
Paysage d'hiver, bouleaux (1947)